# La Java des Bons-Enfants
La Java des Bons-Enfants est une chanson anarchiste et situationniste publiée par Guy Debord (paroles) et Francis Lemmonnier (musique) en 1974. Chanson figurant en 1974 dans le disque Pour en finir avec le travail. Chansons du prolétariat révolutionnaire chez RCA elle fut attribuée par détournement situationniste à Raymond Callemin, dit Raymond la Science, célèbre membre de la bande à Bonnot, la réédition de l'album chez EMP crédite la chanson aux vrais auteurs.
Debord y fait une reprise de l'héritage historique de l'anarchisme en y abordant la période de l'Ère des attentats (1892-1894), en particulier de l'attentat de Carmaux-Bons Enfants par Émile Henry et Adrienne Chailliey.

## Histoire

### Contexte
Au XIXe siècle, l'anarchisme naît et se constitue en Europe avant de se propager. Les anarchistes défendent la lutte contre toutes formes de domination perçues comme injustes, en premier lieu la domination économique, avec le développement du capitalisme. Ils sont particulièrement opposés à l'État, vu comme l'organisation permettant d'entériner ces dominations au travers de sa police, son armée et sa propagande. Pendant l'Ère des attentats (1892-1894), une partie des anarchistes entre en conflit violent avec l'État français et en vient à utiliser des méthodes terroristes pour lutter contre la répression qu'ils subissent. L'un de ces attentats, mené par Émile Henry et possiblement Adrienne Chailliey, l'attentat de Carmaux-Bons Enfants, tue quatre policiers et un civil.
Les anarchistes ont une longue histoire en France recouvrant diverses périodes, mais au milieu du XXe siècle, la Fédération anarchiste (FA) est orientée par Maurice Joyeux et ses proches, qui sont très suspicieux et hostiles à une quelconque possible infiltration de la part des marxistes au sein de l'organisation anarchiste. Ce contrôle de la part de Joyeux et d'autres militants de sa génération provoque un grave conflit vis-à-vis de militants plus jeunes, en particulier Guy Debord, qui considère que la Fédération anarchiste est tenue par des « archéo-anarchistes de bureau de tabac » fixés dans le passé et qu'au lieu de sans cesse répéter et transmettre des idées dépassées, les anarchistes devraient plutôt s'attacher au monde dans lequel ils vivent, et proposer de nouvelles théories pour y répondre, même si celles-ci pourraient provenir du marxisme.
Cette situation provoque une rupture entre Debord et la Fédération anarchiste ; dans La Société du Spectacle, par dérivé de ces conflits, Debord s'attaque à l'anarchisme comme d'une idéalisation et abstraction de la révolution. Pourtant, dans les années qui suivent la fin de l'Internationale situationniste, le militant se rapproche progressivement de nouveau de l'héritage anarchiste, qu'il commence à réhabiliter et réutiliser.

### La Java des Bons-Enfants
En 1974, Jacques Le Glou lui demande d'écrire deux chansons pour son disque à paraître, Pour en finir avec le travail - Chansons du prolétariat révolutionnaire,. Debord y rédige deux chansons, La Java des Bons Enfants, d'une part, et le Chant des journées de mai, où il reprend la figure de Durruti. Il dissimule les deux sous un pseudonyme, pour La Java des Bons Enfants, Debord choisit celui de Raymond Caillemin (1890-1913),. La musique du morceau est faite par Francis Lemmonnier et interprétée par Jacques Marchais, le premier couplet se lit :

« Dans la rue des Bons Enfants,
On vend tout au plus offrant,
Y'avait un commissariat,
Et maintenant il n’est plus là,
Une explosion fantastique,
 N’en a pas laissé une brique,
On crut qu’c’était Fantômas,
Mais c’était la lutte des classes. »

Cette dernière rime, entre Fantômas et lutte des classes, illustre la volonté de Debord de présenter Fantômas comme un personnage politique et révolutionnaire. 

## Postérité
En 1988, la chanson est reprise par le groupe punk les Kamionërs du Suicide.